# Sestri Tolmačovi
Marija Andrejevna Tolmačova in Anastasija Andrejevna Tolmačova (rusko Мария Андреевна Толмачёва/Анастасия Андреевна Толмачёва, bolj znani kot Maša in Nastja Tolmačovi (Маша и Настя Толмачёвы)), ruski pevki dvojčici, * 14. januar 1997, Kursk, Rusija.
Sestri Tolmačovi sta leta 2006 zmagali na Otroški pesmi Evrovizije 2006 v Bukarešti s pesmijo »Pomladni jazz« («Весенний джаз»). Njuno pesem so izbrali med 200 pevci in skupin iz Rusije, ki so nastopali na nacionalnem izbirnem tekmovanju. V finalu 4. junija 2006 so ju izbrali med 20 finalisti.
Njuna starša sta, mati Marina Vladimirovna Tolmačova, glasbenica, in oče Andrej Tolmačov, delovodja v tovarni. S šestimi leti sta sestri začeli nastopati v oddaji »Cvrček« («Сверчок»).
Leta 2007 sta izdali album Polovinki (Половинки) in nastopali v televizijskem glasbenem filmu Kraljestvo krivih zrcal (Королевство кривых зеркал) TV postaje Rossija. S pesmijo »Katjuša« sta 9. maja 2007 nastopili na prireditvi ob dnevu zmage na Rdečem trgu.
Leta 2014 sta nastopili na tekmovanju za Pesem Evrovizije, kjer sta predstavljali Rusijo, s skladbo "Shine". Zasedli sta 7. mesto v velikem finalu, z 89 točkami. Skladba je doživela še rusko različico, imenovano "Polovina", v istem letu pa sta izdali tudi dubstep skladbo, z naslovom "Ukhodi" (Odidi).

### Albumi
| Naslov           | Dodatne informacije                                                    |
| ---------------- | ---------------------------------------------------------------------- |
| Polovinki (2007) | - Izdan je bil v začetku l. 2007 - Format izdaje: CD, digitalni prenos |

### Singli
| Leto | Naslov                          | Album                                                         |
| ---- | ------------------------------- | ------------------------------------------------------------- |
| 2006 | "Vesenniy Jazz" (Jesenski jazz) | Polovinki (2007)                                              |
| 2014 | "Shine" (Sij)                   | Skladbe so pripravljene za album, ki naj bi bil izdan l. 2015 |
| 2014 | "Polovina" (Polovica)           | Skladbe so pripravljene za album, ki naj bi bil izdan l. 2015 |
| 2014 | "Ukhodi" (Odidi)                | Skladbe so pripravljene za album, ki naj bi bil izdan l. 2015 |